# Caponata
Caponata é um prato típico da culinária da Sicília, que consiste em beringela salteada num refogado de tomate e cebola em azeite, temperado com alcaparras, vinagre e açúcar. Pode ainda levar pinhões, aipo e, principalmente em Palermo, peixe ou mariscos.
A versão maltesa desta iguaria, grafada “kapunata”, leva também pimento e é servida para acompanhar pratos de peixe, como recheio de pizza, ou como um prato leve, quente ou frio. Existe uma versão industrializada, disponível nos supermercados. É por vezes considerada uma variante italiana da ratatouille francesa.

## Etimologia
A etimologia do nome não é totalmente conhecida. Alguns sugerem que deriva da língua Catalã, outros que vem do caupone, os bares dos marinheiros. Sugere-se que no passado o prato Siciliano era similar à capponata Genovesa.